# GP2-Serie 2013
Die GP2-Serie 2013 war die neunte Saison der GP2-Serie. Es wurden elf Rennwochenenden ausgetragen. Die Saison begann am 23. März in Sepang und endete am 3. November auf der Yas-Insel. Fabio Leimer gewann den Meistertitel.

## Teams und Fahrer

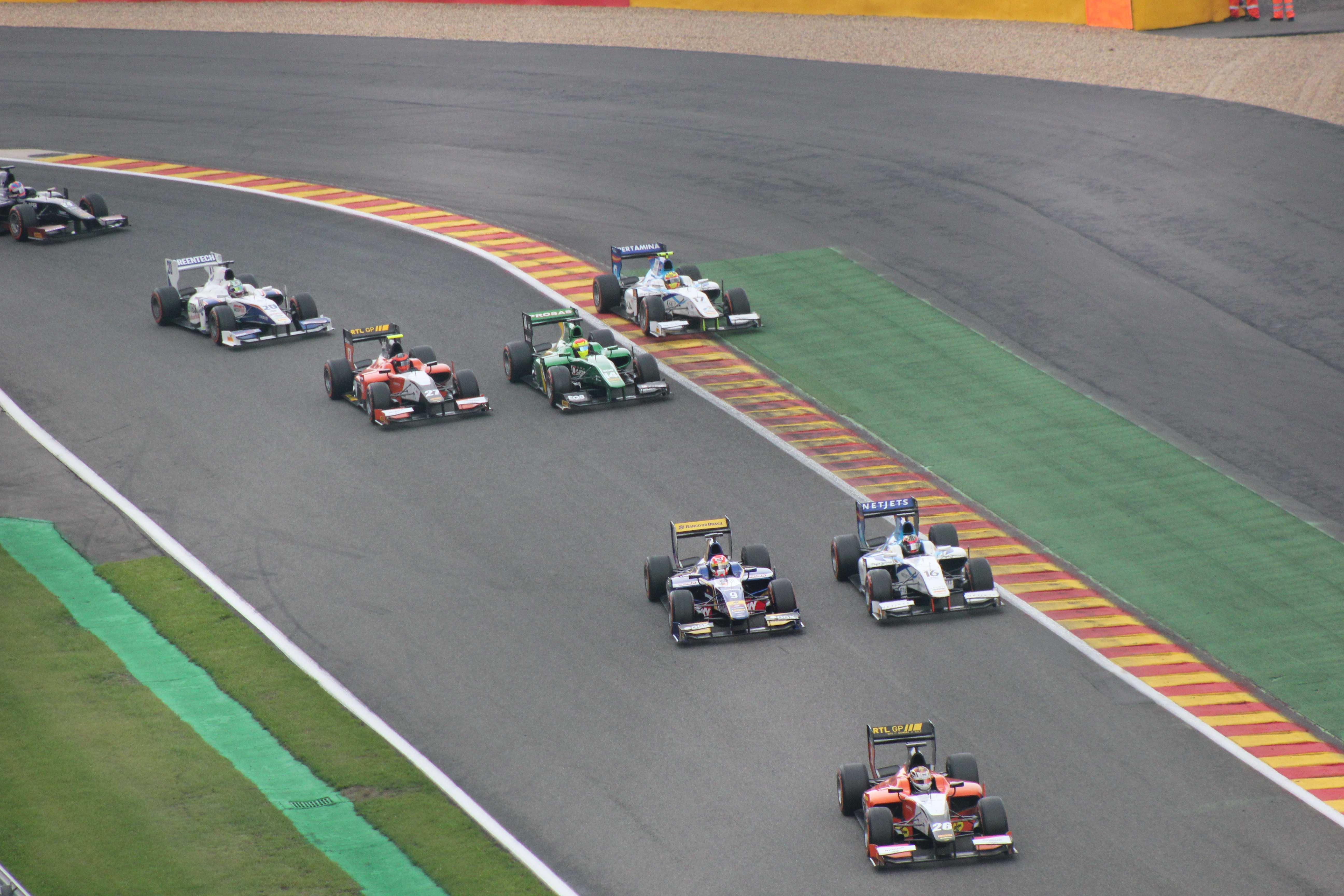
Rennszene vom Rennwochenende in Belgien

Alle Teams und Fahrer verwendeten das Dallara-Chassis GP2/11, Motoren von Renault-Mecachrome und Reifen von Pirelli.
| Bild                 | Team                                | Auto # | Fahrer              | Rennwochenende | Quelle |
| -------------------- | ----------------------------------- | ------ | ------------------- | -------------- | ------ |
| DAMS                 | DAMS                                | 01     | Marcus Ericsson     | Alle           | [ 1 ]  |
| DAMS                 | DAMS                                | 02     | Stéphane Richelmi   | Alle           | [ 1 ]  |
| ART Grand Prix       | ART Grand Prix                      | 03     | James Calado        | Alle           | [ 2 ]  |
| ART Grand Prix       | ART Grand Prix                      | 04     | Daniel Abt          | Alle           | [ 3 ]  |
| Arden International  | Arden International                 | 05     | Johnny Cecotto jr.  | Alle           | [ 4 ]  |
| Arden International  | Arden International                 | 06     | Mitch Evans         | Alle           | [ 5 ]  |
| Racing Engineering   | Racing Engineering                  | 07     | Julian Leal         | Alle           | [ 6 ]  |
| Racing Engineering   | Racing Engineering                  | 08     | Fabio Leimer        | Alle           | [ 7 ]  |
| Carlin               | Carlin                              | 09     | Felipe Nasr         | Alle           | [ 8 ]  |
| Carlin               | Carlin                              | 10     | Jolyon Palmer       | Alle           | [ 8 ]  |
| Russian Time         | Russian Time                        | 11     | Sam Bird            | Alle           | [ 10 ] |
| Russian Time         | Russian Time                        | 12     | Tom Dillmann        | Alle           | [ 11 ] |
| Caterham Racing      | Caterham Racing EQ8 Caterham Racing | 14     | Sergio Canamasas    | Alle           | [ 12 ] |
| Caterham Racing      | Caterham Racing EQ8 Caterham Racing | 15     | Qing Hua Ma         | 1              | [ 13 ] |
| Caterham Racing      | Caterham Racing EQ8 Caterham Racing | 15     | Alexander Rossi     | 2–11           | [ 14 ] |
| Barwa Addax Team     | Barwa Addax Team                    | 16     | Jake Rosenzweig     | Alle           | [ 15 ] |
| Barwa Addax Team     | Barwa Addax Team                    | 17     | Rio Haryanto        | Alle           | [ 16 ] |
| Rapax                | Rapax                               | 18     | Stefano Coletti     | Alle           | [ 17 ] |
| Rapax                | Rapax                               | 19     | Simon Trummer       | Alle           | [ 18 ] |
| Trident Racing       | Trident Racing                      | 20     | Nathanaël Berthon   | Alle           | [ 19 ] |
| Trident Racing       | Trident Racing                      | 21     | Kevin Ceccon        | 1–6            | [ 19 ] |
| Trident Racing       | Trident Racing                      | 21     | Ricardo Teixeira    | 7–8            | [ 20 ] |
| Trident Racing       | Trident Racing                      | 21     | Sergio Campana      | 9              | [ 21 ] |
| Trident Racing       | Trident Racing                      | 21     | Gianmarco Raimondo  | 10–11          | [ 22 ] |
| Hilmer Motorsport    | Hilmer Motorsport                   | 22     | Conor Daly          | 1              | [ 23 ] |
| Hilmer Motorsport    | Hilmer Motorsport                   | 22     | Robin Frijns        | 2–6            | [ 24 ] |
| Hilmer Motorsport    | Hilmer Motorsport                   | 22     | Adrian Quaife-Hobbs | 7–11           | [ 20 ] |
| Hilmer Motorsport    | Hilmer Motorsport                   | 23     | Pål Varhaug         | 1–2            | [ 25 ] |
| Hilmer Motorsport    | Hilmer Motorsport                   | 23     | Jon Lancaster       | 3–7, 9–11      | [ 26 ] |
| Hilmer Motorsport    | Hilmer Motorsport                   | 23     | Robin Frijns        | 8              | [ 27 ] |
| Venezuela GP Lazarus | Venezuela GP Lazarus                | 24     | René Binder         | Alle           | [ 28 ] |
| Venezuela GP Lazarus | Venezuela GP Lazarus                | 25     | Kevin Giovesi       | 1–4            | [ 29 ] |
| Venezuela GP Lazarus | Venezuela GP Lazarus                | 25     | Fabrizio Crestani   | 5–6            | [ 30 ] |
| Venezuela GP Lazarus | Venezuela GP Lazarus                | 25     | Vittorio Ghirelli   | 7–11           | [ 31 ] |
| MP Motorsport        | MP Motorsport                       | 26     | Adrian Quaife-Hobbs | 1–6            | [ 32 ] |
| MP Motorsport        | MP Motorsport                       | 26     | Dani Clos           | 7–11           | [ 31 ] |
| MP Motorsport        | MP Motorsport                       | 27     | Daniël de Jong      | Alle           | [ 33 ] |

### Änderungen bei den Fahrern
Die folgende Auflistung enthält alle Fahrer, die an der GP2-Serie 2012 teilgenommen haben und in der Saison 2013 nicht für dasselbe Team wie 2012 starteten.
Fahrer, die ihr Team gewechselt haben:
- Nathanaël Berthon: Racing Engineering → Trident Racing
- Sergio Canamasas: Venezuela GP Lazarus → Caterham Racing
- Johnny Cecotto jr.: Barwa Addax Team → Arden International
- Dani Clos: Barwa Addax Team → MP Motorsport
- Tom Dillmann: Rapax → Russian Time
- Marcus Ericsson: iSport International → DAMS
- Rio Haryanto: Carlin → Barwa Addax Team
- Daniël de Jong: Rapax → MP Motorsport
- Jon Lancaster: Ocean Racing Technology → Hilmer Motorsport
- Julian Leal: Trident Racing → Racing Engineering
- Felipe Nasr: DAMS → Carlin
- Jolyon Palmer: iSport International → Carlin
- Stéphane Richelmi: Trident Racing → DAMS
- Ricardo Teixeira: Rapax → Trident Racing
- Simon Trummer: Arden International → Rapax

Fahrer, die in die GP2-Serie einstiegen bzw. zurückkehrten:
- Daniel Abt: GP3-Serie (Lotus GP) → ART Grand Prix
- Sam Bird: Formel Renault 3.5 (ISR) → Russian Time
- Sergio Campana: Auto GP World Series (Zele Racing) → Trident Racing
- Kevin Ceccon: GP3-Serie (Ocean Racing Technology) → Trident Racing
- Conor Daly: GP3-Serie (Lotus GP) → Hilmer Motorsport
- Mitch Evans: GP3-Serie (MW Arden) → Arden International
- Robin Frijns: Formel Renault 3.5 (Fortec Motorsport) → Hilmer Motorsport
- Vittorio Ghirelli: Formel Renault 3.5 (Comtec Racing) → Venezuela GP Lazarus
- Kevin Giovesi: European F3 Open (DAV Racing) → Venezuela GP Lazarus
- Qing Hua Ma: Formel-1-Testfahrer (HRT F1 Team) → Caterham Racing
- Adrian Quaife-Hobbs: Auto GP World Series (SuperNova International) → MP Motorsport
- Gianmarco Raimondo: European F3 Open (RP Motorsport) → Trident Racing
- Alexander Rossi: Formel Renault 3.5 (Arden Caterham) → Caterham Racing
- Pål Varhaug: Auto GP World Series (Virtuosi Racing UK) → Hilmer Motorsport

Fahrer, die die GP2-Serie verlassen haben:
- Max Chilton: Carlin → Formel 1 (Marussia F1 Team)
- Luca Filippi: Scuderia Coloni → IndyCar Series (Bryan Herta Autosport w/Curb-Agajanian)
- Giedo van der Garde: Caterham Racing → Formel 1 (Caterham F1 Team)
- Rodolfo González: Caterham Racing → Formel-1-Testfahrer (Marussia F1 Team)
- Víctor Guerin: Ocean Racing Technology → keine Rennsportaktivitäten 2013
- Esteban Gutiérrez: Lotus GP → Formel 1 (Sauber F1 Team)
- Brendon Hartley: Ocean Racing Technology → European Le Mans Series (Murphy Prototypes)
- Josef Král: Barwa Addax Team → Auto GP (Zele Racing)
- Nigel Melker: Ocean Racing Technology → Formel Renault 3.5 (Tech 1 Racing)
- Fabio Onidi: Scuderia Coloni → FIA-GT-Serie (AF Corse)
- Luiz Razia: Arden International → International GT Open (Bhai Tech Racing)
- Giancarlo Serenelli: Venezuela GP Lazarus → Indy Lights (Belardi Auto Racing)
- Davide Valsecchi: DAMS → Formel-1-Testfahrer (Lotus F1 Team)

### Änderungen bei den Teams
- MP Motorsport übernahm den Platz von der Scuderia Coloni. MP Motorsport war 2012 in der Auto GP World Series aktiv gewesen.[33]
- Hilmer Motorsport übernahm Ocean Racing Technology, das aus finanziellen Gründen sein Engagement in der GP2-Serie beendet hatte. Damit trat erstmals ein Rennstall aus Deutschland in der GP2-Serie an. Franz Hilmer, Inhaber von Hilmer Motorsport, ist zudem Besitzer der Formtech GmbH, die als Zulieferer mehrere Formel-1-Rennställe belieferte. Teamsitz wurde Niederwinkling.[34]
- iSport International zog sich kurz vor Beginn der ersten Testfahrten im Februar 2013 aus der GP2-Serie zurück. Aufgrund finanzieller Engpässe war das Team nicht in der Lage, den Rennbetrieb für die Saison 2013 zu gewährleisten.[35] Das Team verkaufte den Startplatz an russische Investoren, die den Rennstall Motopark Academy unter dem Namen Russian Time meldeten. Er ist der erste GP2-Rennstall mit russischer Lizenz. Nach Hilmer Motorsport ist Russian Time der zweite Rennstall mit Teamsitz in Deutschland, der 2013 in die GP2-Serie einstieg. Das Team arbeitet in Oschersleben.[36] Teamchef des Rennstalls ist Igor Mazepa.[9]

### Änderungen während der Saison
- Bei Caterham Racing wurde Qing Hua Ma nach dem ersten Rennwochenende durch Alexander Rossi ersetzt.
- Hilmer Motorsport wechselte mehrfach die Besetzung. Conor Daly verlor sein Cockpit nach der ersten Veranstaltung an Robin Frijns. Frijns trat fünfmal für Hilmer an, bevor er durch Adrian Quaife-Hobbs ersetzt wurde. Pål Varhaug wurde nach zwei Rennwochenenden von Jon Lancaster abgelöst. Nach fünf Veranstaltungen für Hilmer verlor Lancaster für ein Rennwochenende sein Cockpit an Frijns.
- Bei Venezuela GP Lazarus wurde Kevin Giovesi zur fünften Veranstaltung durch Fabrizio Crestani ersetzt. Das Team gab an, dass Giovesi krank sei.[37] Nach zwei Rennwochenenden gab Crestani das Fahrzeug an Vittorio Ghirelli weiter.
- Bei Trident Racing wurde Kevin Ceccon nach dem sechsten Rennwochenende durch Ricardo Teixeira ersetzt. Nach zwei Veranstaltungen übernahmen Sergio Campana und Gianmarco Raimondo das Cockpit für ein bzw. zwei Rennwochenenden.
- MP Motorsport ersetzte Adrian Quaife-Hobbs nach der sechsten Veranstaltung durch Dani Clos.

## Rennkalender
2013 wurden elf Rennwochenenden angesetzt. Im Vergleich zur Vorsaison gat es nur eine Veranstaltung in as-Sachir. Das Rennwochenende in Valencia fand nicht statt, dafür kehrte ein Rennwochenende auf der Yas-Insel in den Kalender zurück. Alle Veranstaltungen fanden im Rahmen der Formel-1-Grand-Prix-Wochenenden statt. Das Rennen vom Hockenheimring Baden-Württemberg wechselte planmäßig zum Nürburgring.
Mit Ausnahme vom Rennwochenende in Monaco fanden alle Hauptrennen am Samstag, und alle Sprintrennen am Sonntag statt. In Monaco wurden das Hauptrennen am Freitag und das Sprintrennen am Samstag abgehalten.
| Nr. | Datum         | Rennstrecke                                      | Sieger              | Zweiter             | Dritter             | Pole-Position      | Schnellste Rennrunde |
| --- | ------------- | ------------------------------------------------ | ------------------- | ------------------- | ------------------- | ------------------ | -------------------- |
| 01. | 23. März      | Sepang International Circuit (Sepang)            | Fabio Leimer        | James Calado        | Stefano Coletti     | Stefano Coletti    | Sam Bird             |
| 02. | 24. März      | Sepang International Circuit (Sepang)            | Stefano Coletti     | Felipe Nasr         | Mitch Evans         |                    | Nathanaël Berthon    |
| 03. | 20. April     | Bahrain International Circuit (as-Sachir)        | Fabio Leimer        | Stefano Coletti     | Alexander Rossi     | Fabio Leimer       | Julian Leal          |
| 04. | 21. April     | Bahrain International Circuit (as-Sachir)        | Sam Bird            | Felipe Nasr         | Stefano Coletti     |                    | Nathanaël Berthon    |
| 05. | 11. Mai       | Circuit de Barcelona-Catalunya (Montmeló)        | Robin Frijns        | Felipe Nasr         | Jon Lancaster       | Marcus Ericsson    | Simon Trummer        |
| 06. | 12. Mai       | Circuit de Barcelona-Catalunya (Montmeló)        | Stefano Coletti     | Robin Frijns        | Felipe Nasr         |                    | Tom Dillmann         |
| 07. | 24. Mai       | Circuit de Monaco (Monte Carlo)                  | Sam Bird            | Kevin Ceccon        | Mitch Evans         | Johnny Cecotto Jr. | Sergio Canamasas     |
| 08. | 25. Mai       | Circuit de Monaco (Monte Carlo)                  | Stefano Coletti     | Adrian Quaife-Hobbs | Mitch Evans         |                    | Sam Bird             |
| 09. | 29. Juni      | Silverstone Circuit (Silverstone)                | Sam Bird            | Stéphane Richelmi   | Tom Dillmann        | Marcus Ericsson    | Mitch Evans          |
| 10. | 30. Juni      | Silverstone Circuit (Silverstone)                | Jon Lancaster       | Rio Haryanto        | James Calado        |                    | Jon Lancaster        |
| 11. | 06. Juli      | Nürburgring (Nürburg)                            | Marcus Ericsson     | James Calado        | Stefano Coletti     | Stéphane Richelmi  | Julian Leal          |
| 12. | 07. Juli      | Nürburgring (Nürburg)                            | Jon Lancaster       | James Calado        | Fabio Leimer        |                    | Fabrizio Crestani    |
| 13. | 27. Juli      | Hungaroring (Mogyoród)                           | Jolyon Palmer       | Marcus Ericsson     | Felipe Nasr         | Tom Dillmann       | Stefano Coletti      |
| 14. | 28. Juli      | Hungaroring (Mogyoród)                           | Nathanaël Berthon   | Mitch Evans         | Fabio Leimer        |                    | Jon Lancaster        |
| 15. | 24. August    | Circuit de Spa-Francorchamps (Spa-Francorchamps) | Sam Bird            | Marcus Ericsson     | Alexander Rossi     | Sam Bird           | Tom Dillmann         |
| 16. | 25. August    | Circuit de Spa-Francorchamps (Spa-Francorchamps) | James Calado        | Julian Leal         | Adrian Quaife-Hobbs |                    | Alexander Rossi      |
| 17. | 07. September | Autodromo Nazionale Monza (Monza)                | Fabio Leimer        | Sam Bird            | Tom Dillmann        | Sam Bird           | Sam Bird             |
| 18. | 08. September | Autodromo Nazionale Monza (Monza)                | Adrian Quaife-Hobbs | Alexander Rossi     | Julian Leal         |                    | Fabio Leimer         |
| 19. | 21. September | Marina Bay Street Circuit (Singapur)             | Jolyon Palmer       | Felipe Nasr         | James Calado        | Jolyon Palmer      | Mitch Evans          |
| 20. | 22. September | Marina Bay Street Circuit (Singapur)             | Sam Bird            | Marcus Ericsson     | Fabio Leimer        |                    | Jolyon Palmer        |
| 21. | 02. November  | Yas Marina Circuit (Yas-Insel)                   | Alexander Rossi     | Jolyon Palmer       | Marcus Ericsson     | Alexander Rossi    | Jolyon Palmer        |
| 22. | 03. November  | Yas Marina Circuit (Yas-Insel)                   | James Calado        | Dani Clos           | Fabio Leimer        |                    | Stéphane Richelmi    |

## Wertungen

### Punktesystem
Beim Hauptrennen (HAU) bekamen die ersten zehn des Rennens 25, 18, 15, 12, 10, 8, 6, 4, 2 bzw. 1 Punkt(e). Beim Sprintrennen (SPR) erhielten die ersten acht des Rennens 15, 12, 10, 8, 6, 4, 2 bzw. 1 Punkt(e). Zusätzlich erhielt der Gewinner des Qualifyings, der im Hauptrennen von der Pole-Position startete, vier Punkte. Der Fahrer, der von den ersten zehn klassifizierten Fahrern die schnellste Rennrunde erzielte, erhielt zwei Punkte.
| Punkteverteilung | Punkteverteilung | Punkteverteilung | Punkteverteilung | Punkteverteilung | Punkteverteilung | Punkteverteilung | Punkteverteilung | Punkteverteilung | Punkteverteilung | Punkteverteilung | Punkteverteilung | Punkteverteilung |
| ---------------- | ---------------- | ---------------- | ---------------- | ---------------- | ---------------- | ---------------- | ---------------- | ---------------- | ---------------- | ---------------- | ---------------- | ---------------- |
| Platz            | 1                | 2                | 3                | 4                | 5                | 6                | 7                | 8                | 9                | 10               | PP               | SR               |
| Hauptrennen      | 25               | 18               | 15               | 12               | 10               | 8                | 6                | 4                | 2                | 1                | 4                | 2                |
| Sprintrennen     | 10               | 8                | 6                | 5                | 4                | 3                | 2                | 1                | 0                | 0                | –                | 2                |

### Fahrerwertung
| Pos. | Fahrer          | MAS | MAS | BHR | BHR | ESP | ESP | MCO | MCO | GBR | GBR | GER | GER | HUN | HUN | BEL | BEL | ITA | ITA | SIN | SIN | UAE | UAE | Punkte |
| Pos. | Fahrer          | HAU | SPR | HAU | SPR | HAU | SPR | HAU | SPR | HAU | SPR | HAU | SPR | HAU | SPR | HAU | SPR | HAU | SPR | HAU | SPR | HAU | SPR | Punkte |
| ---- | --------------- | --- | --- | --- | --- | --- | --- | --- | --- | --- | --- | --- | --- | --- | --- | --- | --- | --- | --- | --- | --- | --- | --- | ------ |
| 01   | F. Leimer       | 1   | 12  | 1   | 9   | 18  | 9   | DNF | 13  | 4   | 15  | 4   | 3   | 4   | 3   | 4   | 5   | 1   | 6   | 5   | 3   | 4   | 3   | 201    |
| 02   | S. Bird         | 7   | DNF | 6   | 1   | 21* | 12  | 1   | 24  | 1   | 5   | 13  | 8   | 10  | 8   | 1   | 14  | 2   | 4   | 8   | 1   | 10  | 4   | 181    |
| 03   | J. Calado       | 2   | DNF | 12  | 5   | DNF | 11  | 5   | 5   | 9   | 3   | 2   | 2   | 9   | 6   | 8   | 1   | 6   | 26  | 3   | 20  | 6   | 1   | 159    |
| 04   | F. Nasr         | 4   | 2   | 4   | 2   | 2   | 3   | 4   | 4   | DNF | 7   | 9   | 4   | 3   | 5   | DNF | 8   | DNF | 12  | 2   | 16  | 7   | 18  | 154    |
| 05   | S. Coletti      | 3   | 1   | 2   | 3   | 4   | 1   | 6   | 1   | 21* | 10  | 3   | 20  | 16  | 20* | 13  | 23  | DNF | 13  | 12  | 24  | 20* | 9   | 135    |
| 06   | M. Ericsson     | DNF | 13  | 13  | DNF | DNF | 20  | DNF | 18  | 11  | 8   | 1   | 13  | 2   | 4   | 2   | 15  | DNF | 23  | 7   | 2   | 3   | 6   | 121    |
| 07   | J. Palmer       | 6   | 9   | 5   | 6   | 10  | 4   | DNF | 12  | 6   | DNF | 24  | 11  | 1   | 12  | 15  | 6   | DNF | 10  | 1   | 17  | 2   | DNF | 119    |
| 08   | S. Richelmi     | 8   | 4   | DNF | 13  | 15  | 15  | 9   | 8   | 2   | 19  | 5   | DNF | 5   | 9   | 7   | 4   | 4   | 25  | 4   | 4   | DNF | 20  | 103    |
| 09   | A. Rossi        |     |     | 3   | 20  | 6   | 6   | DNF | 19  | 10  | 9   | 11  | 6   | 13  | 16  | 3   | 22  | 8   | 2   | DNF | 23  | 1   | DNF | 92     |
| 10   | T. Dillmann     | 14  | 11  | 8   | 4   | 5   | 26  | 11  | 25  | 3   | 6   | 8   | DNF | 20  | 11  | 5   | 9   | 3   | 5   | 6   | 14  | DNF | DNS | 92     |
| 11   | J. Lancaster    |     |     |     |     | 3   | 10  | 12  | 17  | 5   | 1   | 7   | 1   | 23  | 18  |     |     | 13  | 17  | 9   | 5   | DNF | DNF | 73     |
| 12   | J. Leal         | 5   | DNF | 19  | 16  | 13  | 25* | DNF | 14  | 8   | 4   | 22  | 12  | 15  | 21  | 6   | 2   | 5   | 3   | DNF | 12  | 16  | 10  | 62     |
| 13   | A. Quaife‑Hobbs | DNF | 17  | 7   | 8   | 17  | 21  | 8   | 2   | 12  | 11  | DNF | 16  | 18  | DNF | 10  | 3   | 7   | 1   | 22  | 8   | 11  | 21* | 56     |
| 14   | M. Evans        | 10  | 3   | DNF | 15  | 12  | 13  | 3   | 3   | 19  | 14  | 16  | 7   | 7   | 2   | 11  | 10  | DNF | 15  | 11  | 15  | DNF | 14  | 56     |
| 15   | R. Frijns       |     |     | 21  | 23  | 1   | 2   | DNF | 15  | 13  | DNF | 6   | DNF |     |     | 9   | DNF |     |     |     |     |     |     | 47     |
| 16   | J. Cecotto      | 12  | 5   | 10  | 12  | 8   | 5   | DNF | EX  | 17  | DNF | 10  | 5   | 21  | DNF | 14  | 7   | 12  | 8   | 14  | 6   | 8   | DNF | 41     |
| 17   | K. Ceccon       | 17  | 22  | 11  | 10  | 7   | 7   | 2   | 7   | DNF | 12  | DNF | DNS |     |     |     |     |     |     |     |     |     |     | 28     |
| 18   | D. Clos         |     |     |     |     |     |     |     |     |     |     |     |     | 14  | DNF | 20  | 19  | 18  | 9   | 10  | 21  | 5   | 2   | 23     |
| 19   | R. Haryanto     | 20  | 18  | 15  | 24  | 9   | 24  | DNF | 16  | 7   | 2   | 18  | 14  | 11  | 10  | 19  | 25  | 14  | 7   | 20  | 11  | 14  | 12  | 22     |
| 20   | N. Berthon      | DNF | 21  | 17  | 22  | DNF | 23  | DNF | 21  | 20  | DNF | 17  | 15  | 8   | 1   | 22  | 13  | DNF | 21  | DNF | 10  | 18  | 13  | 21     |
| 21   | S. Trummer      | 9   | 6   | 9   | 14  | 19  | 16  | 13  | 23  | 24  | 16  | 14  | 9   | 6   | 7   | 12  | 11  | DNF | 16  | 16  | 13  | 13  | 7   | 20     |
| 22   | D. Abt          | DNF | 16  | 14  | 7   | 11  | 8   | 16  | 22  | 15  | DNF | 21  | 19  | 24* | 14  | 16  | 16  | 17  | 22  | 13  | DNF | 9   | 5   | 11     |
| 23   | R. Binder       | 11  | 8   | 18  | 25  | 20  | 19  | 7   | 6   | 16  | 13  | 20  | 10  | 22  | 13  | DNF | 20  | 16  | 14  | 18  | 9   | 15  | 16  | 11     |
| 24   | D. de Jong      | DNF | 14  | DNF | 18  | 16  | 18  | 10  | 9   | 22  | 18  | 15  | DNF | 12  | DNF | DNF | 17  | 11  | 19  | 17  | 7   | 19* | 17  | 3      |
| 25   | S. Canamasas    | 19  | 15  | 20  | 11  | DNF | 14  | 15  | 11  | 23  | 20  | 12  | 17  | DNF | DNF | DNF | 12  | 9   | 11  | 19  | DNF | 12  | 8   | 3      |
| 26   | C. Daly         | 13  | 7   |     |     |     |     |     |     |     |     |     |     |     |     |     |     |     |     |     |     |     |     | 2      |
| 27   | V. Ghirelli     |     |     |     |     |     |     |     |     |     |     |     |     | 17  | 17  | 18  | 18  | 10  | 20  | DNF | 19  | DNF | 19  | 1      |
| 28   | J. Rosenzweig   | 18  | 20  | 16  | 19  | 14  | 22  | 14  | 10  | 14  | 21  | 23  | 18  | 25* | 15  | 17  | 21  | DNF | 18  | 15  | 18  | 21* | 11  | 0      |
| 29   | K. Giovesi      | 16  | 10  | DNF | 17  | DNF | 17  | DNF | 20  | INJ | INJ |     |     |     |     |     |     |     |     |     |     |     |     | 0      |
| 30   | G. Raimondo     |     |     |     |     |     |     |     |     |     |     |     |     |     |     |     |     |     |     | 21  | 22  | 17  | 15  | 0      |
| 31   | P. Varhaug      | 15  | 19  | DNF | 21  |     |     |     |     |     |     |     |     |     |     |     |     |     |     |     |     |     |     | 0      |
| 32   | S. Campana      |     |     |     |     |     |     |     |     |     |     |     |     |     |     |     |     | 15  | 24  |     |     |     |     | 0      |
| 33   | F. Crestani     |     |     |     |     |     |     |     |     | 18  | 17  | 19  | 21  |     |     |     |     |     |     |     |     |     |     | 0      |
| 34   | R. Teixeira     |     |     |     |     |     |     |     |     |     |     |     |     | 19  | 19  | 21  | 24  |     |     |     |     |     |     | 0      |
| 35   | Q. Ma           | 21  | DNS |     |     |     |     |     |     |     |     |     |     |     |     |     |     |     |     |     |     |     |     | 0      |
| Pos. | Fahrer          | HAU | SPR | HAU | SPR | HAU | SPR | HAU | SPR | HAU | SPR | HAU | SPR | HAU | SPR | HAU | SPR | HAU | SPR | HAU | SPR | HAU | SPR | Punkte |
| Pos. | Fahrer          | MAS | MAS | BHR | BHR | ESP | ESP | MCO | MCO | GBR | GBR | GER | GER | HUN | HUN | BEL | BEL | ITA | ITA | SIN | SIN | UAE | UAE | Punkte |

| Legende  | Legende            | Legende                                                          |
| Farbe    | Abkürzung          | Bedeutung                                                        |
| -------- | ------------------ | ---------------------------------------------------------------- |
| Gold     | –                  | Sieg                                                             |
| Silber   | –                  | 2. Platz                                                         |
| Bronze   | –                  | 3. Platz                                                         |
| Grün     | –                  | Platzierung in den Punkten                                       |
| Blau     | –                  | Klassifiziert außerhalb der Punkteränge                          |
| Violett  | DNF                | Rennen nicht beendet (did not finish)                            |
| Violett  | NC                 | nicht klassifiziert (not classified)                             |
| Rot      | DNQ                | nicht qualifiziert (did not qualify)                             |
| Rot      | DNPQ               | in Vorqualifikation gescheitert (did not pre-qualify)            |
| Schwarz  | DSQ                | disqualifiziert (disqualified)                                   |
| Weiß     | DNS                | nicht am Start (did not start)                                   |
| Weiß     | WD                 | zurückgezogen (withdrawn)                                        |
| Hellblau | PO                 | nur am Training teilgenommen (practiced only)                    |
| Hellblau | TD                 | Freitags-Testfahrer (test driver)                                |
| ohne     | DNP                | nicht am Training teilgenommen (did not practice)                |
| ohne     | INJ                | verletzt oder krank (injured)                                    |
| ohne     | EX                 | ausgeschlossen (excluded)                                        |
| ohne     | DNA                | nicht erschienen (did not arrive)                                |
| ohne     | C                  | Rennen abgesagt (cancelled)                                      |
| ohne     | keine WM-Teilnahme |                                                                  |
| sonstige | P/fett             | Pole-Position                                                    |
| sonstige | 1/2/3/4/5/6/7/8    | Punktplatzierung im Sprint-/Qualifikationsrennen                 |
| sonstige | SR/kursiv          | Schnellste Rennrunde                                             |
| sonstige | *                  | nicht im Ziel, aufgrund der zurückgelegten Distanz aber gewertet |
| sonstige | ()                 | Streichresultate                                                 |
| sonstige | unterstrichen      | Führender in der Gesamtwertung                                   |

### Teamwertung
| Pos. | Team                                | Auto # | MAS | MAS | BHR | BHR | ESP | ESP | MCO | MCO | GBR | GBR | GER | GER | HUN | HUN | BEL | BEL | ITA | ITA | SIN | SIN | UAE | UAE | Punkte |
| Pos. | Team                                | Auto # | HAU | SPR | HAU | SPR | HAU | SPR | HAU | SPR | HAU | SPR | HAU | SPR | HAU | SPR | HAU | SPR | HAU | SPR | HAU | SPR | HAU | SPR | Punkte |
| ---- | ----------------------------------- | ------ | --- | --- | --- | --- | --- | --- | --- | --- | --- | --- | --- | --- | --- | --- | --- | --- | --- | --- | --- | --- | --- | --- | ------ |
| 01   | Russian Time                        | 11     | 7   | DNF | 6   | 1   | 21* | 12  | 1   | 24  | 1   | 5   | 13  | 8   | 10  | 8   | 1   | 14  | 2   | 4   | 8   | 1   | 10  | 4   | 273    |
| 01   | Russian Time                        | 12     | 14  | 11  | 8   | 4   | 5   | 26  | 11  | 25  | 3   | 6   | 8   | DNF | 20  | 11  | 5   | 9   | 3   | 5   | 6   | 14  | DNF | DNS | 273    |
| 02   | Carlin                              | 09     | 4   | 2   | 4   | 2   | 2   | 3   | 4   | 4   | DNF | 7   | 9   | 4   | 3   | 5   | DNF | 8   | DNF | 12  | 2   | 16  | 7   | 18  | 273    |
| 02   | Carlin                              | 10     | 6   | 9   | 5   | 6   | 10  | 4   | DNF | 12  | 6   | DNF | 24  | 11  | 1   | 12  | 15  | 6   | DNF | 10  | 1   | 17  | 2   | DNF | 273    |
| 03   | Racing Engineering                  | 07     | 5   | DNF | 19  | 16  | 13  | 25* | DNF | 14  | 8   | 4   | 22  | 12  | 15  | 21  | 6   | 2   | 5   | 3   | DNF | 12  | 16  | 10  | 263    |
| 03   | Racing Engineering                  | 08     | 1   | 12  | 1   | 9   | 18  | 9   | DNF | 13  | 4   | 15  | 4   | 3   | 4   | 3   | 4   | 5   | 1   | 6   | 5   | 3   | 4   | 3   | 263    |
| 04   | DAMS                                | 01     | DNF | 13  | 13  | DNF | DNF | 20  | DNF | 18  | 11  | 8   | 1   | 13  | 2   | 4   | 2   | 15  | DNF | 23  | 7   | 2   | 3   | 6   | 224    |
| 04   | DAMS                                | 02     | 8   | 4   | DNF | 13  | 15  | 15  | 9   | 8   | 2   | 19  | 5   | DNF | 5   | 9   | 7   | 4   | 4   | 25  | 4   | 4   | DNF | 20  | 224    |
| 05   | ART Grand Prix                      | 03     | 2   | DNF | 12  | 5   | DNF | 11  | 5   | 5   | 9   | 3   | 2   | 2   | 9   | 6   | 8   | 1   | 6   | 26  | 3   | 20  | 6   | 1   | 168    |
| 05   | ART Grand Prix                      | 04     | DNF | 16  | 14  | 7   | 11  | 8   | 16  | 22  | 15  | DNF | 21  | 18  | 24* | 14  | 16  | 16  | 17  | 22  | 13  | DNF | 9   | 5   | 168    |
| 06   | Hilmer Motorsport                   | 22     | 13  | 7   | 21  | 23  | 1   | 2   | DNF | 15  | 13  | DNF | 6   | DNF | 18  | DNF | 10  | 3   | 7   | 1   | 22  | 8   | 11  | 21* | 155    |
| 06   | Hilmer Motorsport                   | 23     | 15  | 19  | DNF | 21  | 3   | 10  | 12  | 17  | 5   | 1   | 7   | 1   | 23  | 18  | 9   | DNF | 13  | 17  | 9   | 5   | DNF | DNF | 155    |
| 07   | Rapax                               | 18     | 3   | 1   | 2   | 3   | 4   | 1   | 6   | 1   | 21* | 10  | 3   | 19  | 16  | 20* | 13  | 23  | DNF | 13  | 12  | 24  | 20* | 9   | 155    |
| 07   | Rapax                               | 19     | 9   | 6   | 9   | 14  | 19  | 16  | 13  | 23  | 24  | 16  | 14  | 9   | 6   | 7   | 12  | 11  | DNF | 16  | 16  | 13  | 13  | 7   | 155    |
| 08   | Arden International                 | 05     | 12  | 5   | 10  | 12  | 8   | 5   | DNF | EX  | 17  | DNF | 10  | 5   | 21  | DNF | 14  | 7   | 12  | 8   | 14  | 6   | 8   | DNF | 97     |
| 08   | Arden International                 | 06     | 10  | 3   | DNF | 15  | 12  | 13  | 3   | 3   | 19  | 14  | 16  | 7   | 7   | 2   | 11  | 10  | DNF | 15  | 11  | 15  | DNF | 14  | 97     |
| 09   | Caterham Racing EQ8 Caterham Racing | 14     | 19  | 15  | 20  | 11  | DNF | 14  | 15  | 11  | 23  | 20  | 12  | 17  | DNF | DNF | DNF | 12  | 9   | 11  | 19  | DNF | 12  | 8   | 95     |
| 09   | Caterham Racing EQ8 Caterham Racing | 15     | 21  | DNS | 3   | 20  | 6   | 6   | DNF | 19  | 10  | 9   | 11  | 6   | 13  | 16  | 3   | 22  | 8   | 2   | DNF | 23  | 1   | DNF | 95     |
| 10   | MP Motorsport                       | 26     | DNF | 17  | 7   | 8   | 17  | 21  | 8   | 2   | 12  | 11  | DNF | 16  | 14  | DNF | 20  | 19  | 18  | 9   | 10  | 21  | 5   | 2   | 51     |
| 10   | MP Motorsport                       | 27     | DNF | 14  | DNF | 18  | 16  | 18  | 10  | 9   | 22  | 18  | 15  | DNF | 12  | DNF | DNF | 17  | 11  | 19  | 17  | 7   | 19* | 17  | 51     |
| 11   | Trident Racing                      | 20     | DNF | 21  | 17  | 22  | DNF | 23  | DNF | 21  | 20  | DNF | 17  | 15  | 8   | 1   | 22  | 13  | DNF | 21  | DNF | 10  | 18* | 13  | 49     |
| 11   | Trident Racing                      | 21     | 17  | 22  | 11  | 10  | 7   | 7   | 2   | 7   | DNF | 12  | DNF | DNS | 19  | 19  | 21  | 24  | 15  | 24  | 21  | 22  | 17  | 15  | 49     |
| 12   | Barwa Addax Team                    | 16     | 18  | 20  | 16  | 19  | 14  | 22  | 14  | 10  | 14  | 21  | 23  | 20  | 25* | 15  | 17  | 21  | DNF | 18  | 15  | 18  | 21* | 11  | 22     |
| 12   | Barwa Addax Team                    | 17     | 20  | 18  | 15  | 24  | 9   | 24  | DNF | 16  | 7   | 2   | 18  | 14  | 11  | 10  | 19  | 25  | 14  | 7   | 20  | 11  | 14  | 12  | 22     |
| 13   | Venezuela GP Lazarus                | 24     | 11  | 8   | 18  | 25  | 20  | 19  | 7   | 6   | 16  | 13  | 20  | 10  | 22  | 13  | DNF | 20  | 16  | 14  | 18  | 9   | 15  | 16  | 12     |
| 13   | Venezuela GP Lazarus                | 25     | 16  | 10  | DNF | 17  | DNF | 17  | DNF | 20  | 18  | 17  | 19  | 21  | 17  | 17  | 18  | 18  | 10  | 20  | DNF | 19  | DNF | 19  | 12     |
| Pos. | Team                                | Auto # | HAU | SPR | HAU | SPR | HAU | SPR | HAU | SPR | HAU | SPR | HAU | SPR | HAU | SPR | HAU | SPR | HAU | SPR | HAU | SPR | HAU | SPR | Punkte |
| Pos. | Team                                | Auto # | MAS | MAS | BHR | BHR | ESP | ESP | MCO | MCO | GBR | GBR | GER | GER | HUN | HUN | BEL | BEL | ITA | ITA | SIN | SIN | UAE | UAE | Punkte |

| Legende  | Legende            | Legende                                                          |
| Farbe    | Abkürzung          | Bedeutung                                                        |
| -------- | ------------------ | ---------------------------------------------------------------- |
| Gold     | –                  | Sieg                                                             |
| Silber   | –                  | 2. Platz                                                         |
| Bronze   | –                  | 3. Platz                                                         |
| Grün     | –                  | Platzierung in den Punkten                                       |
| Blau     | –                  | Klassifiziert außerhalb der Punkteränge                          |
| Violett  | DNF                | Rennen nicht beendet (did not finish)                            |
| Violett  | NC                 | nicht klassifiziert (not classified)                             |
| Rot      | DNQ                | nicht qualifiziert (did not qualify)                             |
| Rot      | DNPQ               | in Vorqualifikation gescheitert (did not pre-qualify)            |
| Schwarz  | DSQ                | disqualifiziert (disqualified)                                   |
| Weiß     | DNS                | nicht am Start (did not start)                                   |
| Weiß     | WD                 | zurückgezogen (withdrawn)                                        |
| Hellblau | PO                 | nur am Training teilgenommen (practiced only)                    |
| Hellblau | TD                 | Freitags-Testfahrer (test driver)                                |
| ohne     | DNP                | nicht am Training teilgenommen (did not practice)                |
| ohne     | INJ                | verletzt oder krank (injured)                                    |
| ohne     | EX                 | ausgeschlossen (excluded)                                        |
| ohne     | DNA                | nicht erschienen (did not arrive)                                |
| ohne     | C                  | Rennen abgesagt (cancelled)                                      |
| ohne     | keine WM-Teilnahme |                                                                  |
| sonstige | P/fett             | Pole-Position                                                    |
| sonstige | 1/2/3/4/5/6/7/8    | Punktplatzierung im Sprint-/Qualifikationsrennen                 |
| sonstige | SR/kursiv          | Schnellste Rennrunde                                             |
| sonstige | *                  | nicht im Ziel, aufgrund der zurückgelegten Distanz aber gewertet |
| sonstige | ()                 | Streichresultate                                                 |
| sonstige | unterstrichen      | Führender in der Gesamtwertung                                   |